# Governe!
Governe! é o quinto álbum de estúdio do rapper cristão brasileiro Pregador Luo, lançado pela gravadora Universal Music em 30 de outubro de 2015.
Segundo o cantor, o conceito do disco é baseado na importância pela independência dos cursos da vida perante fatores humanos ou políticos: "preste atenção nos caminhos que existem diante de você; não se deixe levar pela cultura a seu redor; não transfira para o diabo, para os políticos ou para os líderes religiosos as decisões que são suas: Governe".[carece de fontes?]

## Lançamento e recepção
| Críticas profissionais | Críticas profissionais |
| Avaliações da crítica  | Avaliações da crítica  |
| Fonte                  | Avaliação              |
| ---------------------- | ---------------------- |
| Super Gospel           | [ 3 ]                  |
| Notas Musicais         | (favorável)            |

Governe! foi lançado em outubro de 2015 pela gravadora Universal Music. O projeto recebeu uma avaliações favoráveis da mídia especializada. Em texto assinado publicado no portal Super Gospel, a obra foi classificado como "contundente e provocadora perante a conjuntura que vivemos". O crítico Mauro Ferreira afirmou que o disco é um "retorno às origens" do músico, mais focado no rap, embora haja influências de funk e R&B em algumas faixas.
Em 2019, foi eleito pelo Super Gospel o 43º melhor álbum da década de 2010.

## Faixas
1. Resista
2. Governe!
3. Tem Que Ser Mais Ousado
4. Não vou Deixar
5. Blindadão
6. Marfim
7. Derrubando Muralhas
8. Em Tudo Está (Salmo 139)
9. Mova Minhas Águas
10. Testemunhe
11. Pai Nosso (Venha o Teu Reino)
12. Minha Alma é Triste, Mas é Feliz
13. Perdão (Filho Pródigo)
14. Faça o Bem
15. Rolê da Consciência
16. Muita Bênção
17. Coração é Frágil
18. Andei Vagando
19. Sentimento Bom
20. Assuma o Controle
21. Lázaro (Faixa Bônus)